# Димитар Ангелов
Димитар Стојанов Ангелов (буг. Димитър Стоянов Ангелов; Блатешница, 27. септембар 1904 — Софија, 27. децембар 1977) је био бугарски учитељ, књижевник и сценариста.

## Биографија
Дипломирао је 1925. године на Филозофско-педагошком факултету Универзитета у Софији.
Радио је као школски инспектор, запосленик Радио Софије и директор Друге мушке средње школе у Софији.
Од 1949. године сценариста је у бугарској кинематографији. Уредник издавачке куће "Народна култура". Члан бугарског Савеза писаца. Аутор је фантастично-антрополошких књига.
Његов једини историјски роман је за период 1941-1944 (Бугарска у Другом светском рату) - "Живот и смрт".

## Признање и награде
- Добитник Димитровске награде (1960)
- Почасни културни радник (1970)